# Смолл, Албион Вудбери
Альбион Вудбери Смолл (11 мая 1854, Бакфилд — 24 марта 1926, Чикаго) — американский социолог и педагог. Сыграл важную роль в создании и развитии социологической науки и профессии социолога в Соединённых Штатах, считается фактическим «отцом» американской социологии. Основатель и главный редактор «American Journal of Sociology» (1895—1926).

## Биография
Альбион Смолл родился в семье преподобного Альбиона Кита Пэриса Смолла и Линкольн Вудбери. Воспитан был в строгом религиозном духе, что нашло затем отражение в его творчестве, в частности, в мысли о том, что социология должна быть этической наукой. Окончил колледж Колби в Уотервиле (штат Мэн) в 1876 году и с благословения родителей отправился изучать богословие в баптистскую Ньютонскую богословскую семинарию, которую окончил в 1879 году. В семинарии Смолл заинтересовался немецкий философской мыслью и после её окончания уехал в Германию, чтобы изучать там историю, социальную экономику и политику. Учился с 1879 по 1881 год в Лейпцигском университете и Гумбольдтовском университете в Берлине. Образовательная поездка Смолла в Европу способствовала знакомству американских обществоведов с идеями европейских социологов и налаживанию научного сотрудничества. В 1881 году женился на Валерии фон Масоу, в браке с которой имел ребёнка.
После возвращения из Европы Смолл начал изучать историю и политическую экономию в Колледже Колби. Тогда же начал интересоваться социологией, которая в то время только начинала формироваться как отдельная область знаний, а затем поступил в Университет Джонса Хопкинса в Балтиморе, где получил образование в области истории и экономики. Обучение в Университете Джонса Хопкинса продолжалось с 1888 по 1889 годы и завершилось получением степени доктора философии за диссертационное исследование «Начало американской нации: Конституционные отношения между Континентальным конгрессом и колониями и штатами с 1774 по 1789 годы».
В 1889 году Альбион Смолл стал президентом Колледжа Колби, пробыв на этом посту до 1892 года. В Колби он сразу же реорганизовал философский факультет, добавив новый курс по социологии. Вместе с Джорджем Винсентом опубликовал первый в мире учебник по социологии «Введение в изучение общества» (1894 год). В 1892 году Смолл покинул Колби и перешёл работать в Чикагский университет. В 1892 году основал в этом университете первый факультет социологии, который возглавлял сам на протяжении 30 лет. Это был первый аккредитованный факультет социологии в американских университетах, который вскоре стал главенствующим центром развития социологической мысли в США. В 1895 году Альбион Смолл основал «American Journal of Sociology» («Американский журнал социологии»). В 1905—1925 годах занимал должность декана Высшей школы искусств и литературы в Чикагском университете, а в 1912—1913 годах — должность президента Американской социологической ассоциации. Вышел на пенсию в 1925 году.

## Научная деятельность
Смолл считал, что все науки об обществе должны сотрудничать между собой, и его труды стали отражением этой теории. Историки, экономисты и политологи, по мнению Смола, имели очень узкий круг интересов и часто работали отдельно друг от друга, что он считал неправильным. Его богословские и философские исследования демонстрировали широкое понимание науки о человеке, целью которой должно быть объединение разрозненных областей исследований. Над этой задачей он работал до конца жизни. Выдвинул теорию так называемых шести классов интересов, к которым относил справедливость, общение, познание, красоту, благосостояние и здоровье, считая результатом их взаимодействия собственно общественную жизнь.
Написал несколько крупных работ, связанных с экономикой и политикой, в том числе «Адам Смит и современная социология» (1907), в которой попытался истолковать моральный и философский смысл «Богатства наций» Адама Смита. Кроме того, уделял значительное внимание этическим принципам в социологии. По его мнению, целью социологии должно являться управление социальными реформами в обществе в целом, так называемая «социальная технология» с практической реализацией. Таким образом, этика, по его мнению, является непременным атрибутом поиска путей постепенного улучшения социальных институтов.
А. Б. Гофман считает, что взгляды Смолла были «эклектичными», сформировавшимися под воздействием психологизма и социального дарвинизма Лестера Френка Уорда, а сам учёный считался представителем «буржуазного политического реформизма».